# Lesaffre
Lesaffre — французская компания, крупнейший в мире производитель дрожжей.

## История
Компания основана в середине XIX века Луи Лесафр-Русселем (1802—1869), одним из основателей компании Bonduelle.
Одно из подразделений компании, Bio Springer, основано бароном Максом фон Спрингером (фр.) в 1872 году в Мезон-Альфоре.
В 2004 году компания организовала в Северной Америке совместное предприятие с Archer Daniels Midland под названием Red Star Yeast.
В 2007 году компания была крупнейшим в мире производителем дрожжей. В 2011 году компания купила Воронежский дрожжевой завод в России. В России компания работает в виде ООО «САФ-НЕВА».
После основания подразделения Lesaffre Advanced Fermentations (LEAF), в 2014 году был куплен швейцарский биотопливный стартап Butalco, основанный Экхардом Болезом (нем.) и Гюнтером Фестелем. Благодаря этому приобретению Lesaffre вышла на рынок биобутанола.
В 2014 году годовой оборот компании составил 1,5 млрд евро, а компании работало 7700 работников в 80 филиалах в разных странах.
В 2021 году компания заняла 8 позицию в перечне Top 30 Global Probiotic Food Ingredient Companies, составляемом FoodTalks.